# Папа Северин
Папа Северин (лат. Severinus; Рим, Византија – Рим, Византија 2. август 640.) је био 71. папа од 12. октобра 638. (de iure 28. маја 640.) до 2. августа 640.

## Биографија
Римљани су већ однмах након Хоноријеве смрти дана 12. октобра 638 изабрали за његовог наследниа Лабијеновог (Labienus) сина Северина. Пошто су себи византијски цареви – тадашњи владари Рима – приджали потврђивање избора, су Римљани послаи у Цариград изасланство.
Цар Ираклије је хтео папу присилити, да потврди његов верски декрет Иктизис, који је подржавао јерес монотелитства, а коју је научавао и заступао цариградски патријарх Сергије I.
Само под тим условом га је после избора хтео потврдити за папу. Ипак је папа остао чврст чак и тада, када је царева војска послата од равенског егзарха под водством војсковође Мавриција (Mauritius) опљачкала Латеранску палату у Риму. Такође делегаицја, коју је цар годину и по дана задржавао у граду на Босфору, да би барем они потписали његов верски декрет, је остала неомајна. Кад се цар разболео, папа га је ипак преко свог апокризијарија (= нунција) успео наговорити, да пристаје на његов избор, што је цар коначно прихватио. Папа је стварно владао иза тога тек добра два месеца као посвећени понтифик.
Ту се опет на делу показао цезаропапизам. То јесте начин владања, где државни поглавар или државни органи не владају само у држави, него се имају и за свештенике, а државни поглавар игра улогу врховног свештеника. Такав начин владавине зове се цезаропапизам; карактеристика јесте начина владања византијских царева, већ од Константина даље.

## Смрт
Папа Хонорије је умро добра два месеца после потврђивања за папу у Риму од стране цара Ираклија, а да се до краја успешно противио јереси монотелитства. Сахрањен је у Риму, у Базилици Светог Петра у Ватикану.